# 鉛灰直線脂鯉
鉛灰直線脂鯉，為輻鰭魚綱脂鯉目脂鯉亞目脂鯉科的其中一個種，為熱帶淡水魚，分布於南美洲巴西Braço Norte河流域，體長可達4.9公分，棲息在河川上游及流、瀑布水域，生活習性不明。

## 扩展阅读
- 維基物種上的相關：鉛灰直線脂鯉